# Trapp Ikka Monogatari
«Семья певцов фон Трапп» (яп. トラップ一家物語 тораппу икка моногатари, также Trapp Family Story, Trapp Ikka Monogatari) — аниме, снятое по мотивам романа Марии фон Трапп «История семьи певцов фон Трапп», под влиянием которой был создан известный мюзикл «Звуки музыки». Является частью серии «Театр мировых шедевров» студии Nippon Animation. Аниме, режиссёром которого стал Кодзо Кусуба, транслировалось на телеканале Fuji TV с 13 января по 28 декабря 1991 года и состоит из сорока серий.

## Роли озвучивали
- Масако Кацуки — Мария Кучера
- Кацуносукэ Хори — Генерал Георг фон Трапп
- Синобу Адати — Руперт фон Трапп
- Мария Кавамура — Хедвиг фон Трапп
- Ёко Мацуока — Вернер  фон Трапп
- Юри Сиратори — Маленькая Мария фон Трапп
- Хироми Исикава — Йоханна фон Трапп
- Саори Судзуки — Мартина фон Трапп
- Наоко Ватанабэ — Агата фон Трапп
- Эйко Ямада — Ивонна
- Тосико Фудзита — госпожа Матильда
- Такао Ояма — Франц
- Дзюнко Хагимори — Мими